# Monument au général Rapp
Le monument au général Rapp est une œuvre d'Auguste Bartholdi située à Colmar, dans le département français du Haut-Rhin.

## Localisation
Le monument est situé place Rapp à Colmar.

## Historique
En 1854, sur recommandations du colonel Jean Jules Marnier, Bartholdi, alors âgé de 20 ans, est chargé de la réalisation d'une statue représentant le général d'Empire Jean Rapp (Colmar 1771 - Rheinweiler 1821).
La statue a été exposée à l'origine sur les Champs-Élysées à Paris et présentée à l'exposition universelle de 1855,.
Elle a été inaugurée le 31 août 1856 à Colmar. Cette œuvre, en bronze, est la première réalisation publique d’Auguste Bartholdi. En 1872, après l'annexion de l'Alsace par l'Allemagne, les Allemands envisagent de supprimer le monument mais le projet n’est pas mis à exécution.
La statue est mise à terre, le 30 août 1940 lors de l'Occupation, puis replacée après la Libération, en 1948 (tout comme la statue de l'amiral Bruat située non loin). C'est le sculpteur Édouard Stenzel qui effecte la restauration. Le monument est inauguré le 2 février, sur un socle provisoire, par Edmond Michelet ministre des Armées, en présence du général de Lattre de Tassigny et du maire Édouard Richard.

## Description
La statue, en bronze, mesure 3,50 m de haut et le socle, en granit, 4,20 m.
Sur le piédestal sont gravés les noms de batailles où Rapp s'illustra : Iéna, Austerlitz, Marengo, la Moskova... Sur le socle est gravée la proclamation de Rapp à un parlementaire russe, lors du siège de Dantzig, en 1813 : "Ma parole est sacrée".
L'attitude du général est imposante, "le geste impérieux" , plein de fougue et d'élan, le visage est expressif. Un moulage du buste, détérioré en 1940, est visible au Musée Bartholdi.
Autres Inscriptions :
- à droite : « AUG. BARTHOLDI. sculpteur » ;
- à gauche : « F. CHARNOD FONDEUR 1855 » ;
- à l'avant : « AU GENERAL RAPP / SES COMPATRIOTES / ET SES ANCIENS FRERES D’ARMES ».

La statue fait l'objet d'un classement au titre des monuments historiques depuis le 6 août 1945.

## Fondeur et architecture
Le coulage de la statue a été confié à la fonderie Charnod de Montrouge.
L'architecte, réalisateur du socle originel, se nomme Mathias Xavier Hatz.
Bartholdi réalisa le modèle dans la maison que sa mère, Charlotte Beysser, avait fait construire à Paris, rue Vavin, et où il va vivre pendant près de quarante ans et produire la majorité de ses œuvres.

## Liens entre Rapp et Bartholdi
Des recherches généalogiques ont permis de révéler que le général Jean Georges Edighoffen (1759-1813), avait parmi ses neveux, Jean Rapp et Auguste Bartholdi.

## Autres œuvres de Bartholdi à Colmar
- Fontaine Roesselmann
- Fontaine Schwendi
- Monument Hirn
- Monument à l'amiral Bruat
- Monument à Martin Schongauer
- Les grands Soutiens du monde
- Statue du tonnelier alsacien
- Statue du petit vigneron